# Rundkopf-Nilhechte
Die Rundkopf-Nilhechte (Pollimyrus) sind eine Gattung afrikanischer Süßwasserfische aus der Familie der Nilhechte (Mormyridae), die mit 18 Arten in Afrika südlich der Sahara weit verbreitet ist.

## Merkmale
Rundkopf-Nilhechte sind kleine bis mittelgroße Nilhechte mit kurzen oder mäßig gestreckten Körpern, abgerundeten Köpfen und kurzen Schnauzen ohne Kinnschwellung. Die Fische werden 6 bis 20 cm lang. Die vorderen und hinteren Nasenöffnungen stehen auseinander, die hinteren nahe den Augen. Durch die Position der Nasenöffnungen kann man die Rundkopf-Nilhechte von den Stomatorhinus- und Petrocephalus-Arten unterscheiden, die eine ähnliche Körperform haben. Der Unterkiefer der Rundkopf-Nilhechte birgt weniger als zehn Zähne. Der Beginn der Rückenflosse liegt kurz hinter dem Ansatz der Afterflosse. Wie alle Nilhechte sind Pollimyrus-Arten zur Elektrokommunikation und Elektroorientierung fähig.

## Arten
- Pollimyrus adspersus (Günther, 1866)
- Pollimyrus brevis (Boulenger, 1913)
- Pollimyrus castelnaui (Boulenger, 1911)
- Pollimyrus guttatus (Fowler, 1936)
- Pollimyrus guttatus (Fowler, 1936)
- Pollimyrus isidori (Valenciennes, 1847)
- Pollimyrus maculipinnis (Nichols & La Monte, 1934)
- Pollimyrus marianne Kramer, van der Bank, Flint, Sauer-Gürth & Wink, 2003
- Pollimyrus nigricans (Boulenger, 1906)
- Pollimyrus nigripinnis (Boulenger, 1899)
- Pollimyrus pedunculatus (David & Poll, 1937)
- Pollimyrus petherici (Boulenger, 1898)
- Pollimyrus petricolus (Daget, 1954)
- Pollimyrus plagiostoma (Boulenger, 1898)
- Pollimyrus pulverulentus (Boulenger, 1899)
- Pollimyrus schreyeni Poll, 1972
- Pollimyrus stappersii (Boulenger 1915)
- Pollimyrus tumifrons (Boulenger, 1902)